# Doppelbecher

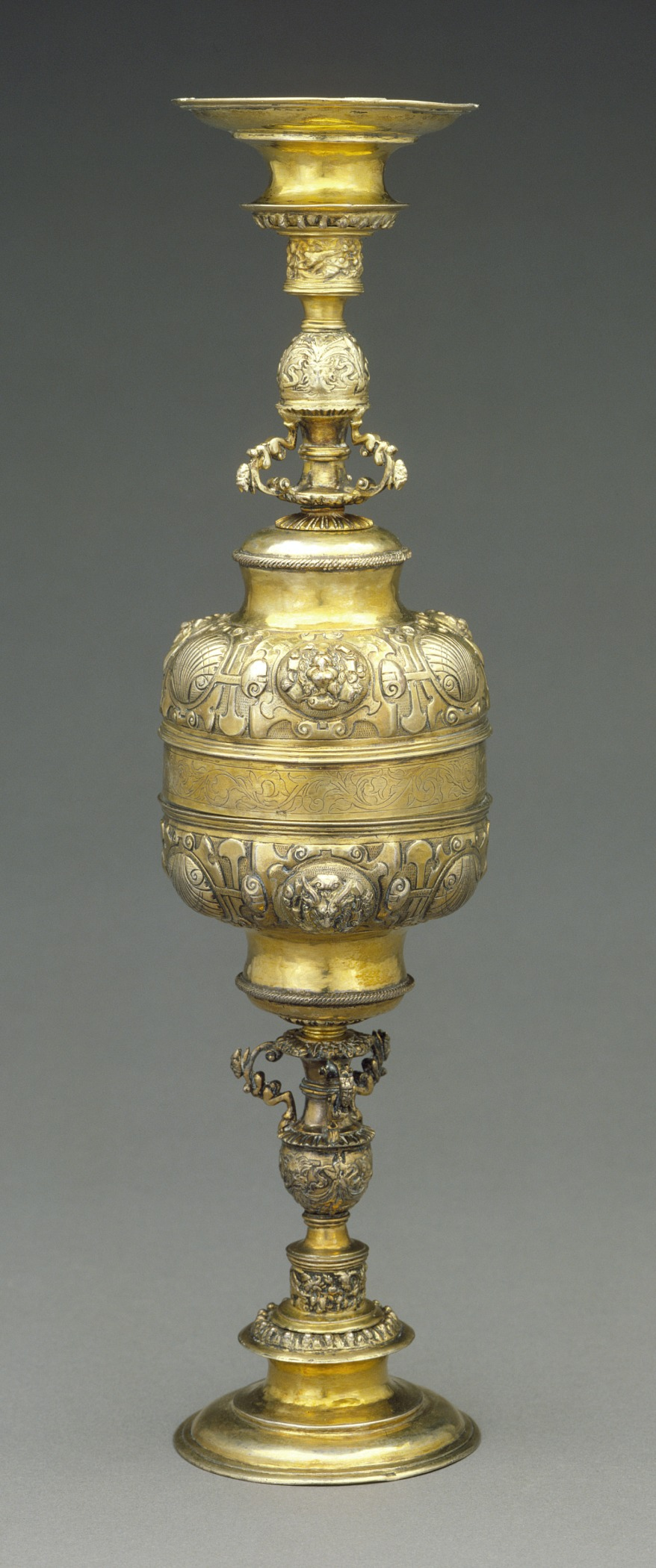
Doppelpokal, um 1600, Silber vergoldet

Doppelbecher (auch Kredenzbecher) sind besondere Trinkgefäße, meist aus Silber gefertigt, die im 15. Jahrhundert aufgekommen sind.
Doppelbecher bestehen aus zwei halbkugel- oder kegelförmigen Schalen, die so zusammengesetzt werden konnten, dass die obere kleine den Deckel der unteren größeren Schale bildet, die gleichzeitig als Ständer dienen kann.
Im 16. Jahrhundert nahm der Doppelbecher eine andere Gestalt an: üblicherweise bildete der größere Becher die Gestalt einer Frau in damaliger reicher Tracht. Ein solcher Becher war an der Tafel für einen Herren und dessen Dame bestimmt. Diese trank aus dem kleinen Becher, kehrte dann den größeren um, der nun für den Herren gefüllt wurde und mit einem Zuge geleert werden musste.